# Любовта няма рецепта
Любовта няма рецепта (на испански: El amor no tiene receta) е мексиканска теленовела, създадена по оригиналната история от Пабло Ферер Гарсия-Травеси и Сантяго Пинеда Алиседа, режисирана от Ерик Моралес, Бони Картас и Карлос Алкасар и продуцирана от Хуан Осорио за ТелевисаУнивисион през 2024 г.
В главните роли са Клаудия Мартин, Даниел Елбитар, Коко Максима и Никола Порсела, а в отрицателните – Алтаир Харабо, Тиаго Кореа, Уго Каталан и Асела Робинсън. Специално участие вземат Лус Рамос, Лис Гаярдо, Хари Гейтнер, Раул Коронадо, Ана Химена Вилянуева, Хуан Карлос Барето и Беатрис Морено.

## Сюжет
Пас Робле е мила и трудолюбива жена, чийто съпруг Фермин отнема новородената ѝ дъщеря. Фермин има дълг към лихвари и за да го плати, той решава да продаде дъщеря си на Мауро Николити. Този план е организиран от Хинебра, заварената сестра на Мауро. Хинебра губи дъщеря си при раждането ѝ и прави всичко възможно, за да я замести и да запази богатството на съпруга си. Естебан Вила де Кортес, от своя страна, губи жена си и овдовява с трите си деца. Елвира Монкада, тъщата на Естебан, го смята за отговорен за смъртта на дъщеря си, което ги кара да се карат.
Шест години по-късно Пас продължава да търси постоянно с надеждата да намери дъщеря си. Семейството ѝ управлява ресторант, наречен „Щастливо сърце“. Самара, предполагаемата дъщеря на Хинебра, е обичана от баща си Елиас, но малтретирана от майка си. Хинебра тръгва на пътешествие и предприема нов план: да накара Естебан да се влюби в нея и да отмъсти на Елвира, която обвинява за всичките си трагедии.
Естебан и Пас се срещат в квартала, където тя живее със семейството си и малко по малко осъзнават, че са страдали. Поради прояви на небрежност и отмъщение, ресторантът на Пас е затворен, но Естебан ѝ предлага възможността да му помогне като готвачка в дома му. Съдбата успява да вкара Сам в живота на Пас и между тях се ражда връзката майка-дъщеря. Романсът между Естебан и Пас е усложнен от поредица от предизвикателства, които включват техните семейства, собствените им емоции и противопоставянето на Хинебра и Елвира. 

## Актьори
- Клаудия Мартин – Пас Робле
- Даниел Елбитар – Естебан Вила де Кортес
- Алтаир Харабо – Хинебра Николити
- Асела Робинсън – Елвира Монкада
- Никола Порчела – Кенсо Фигероа
- Коко Максима – Нанди Галдеано
- Беатрис Морено – Гуадалупе Руис вдовица де Робле
- Исабела Тена – Гала Вила де Кортес Монкада
- Андрес Васкес
- Хуан Карлос Барето – Порфирио Вила де Кортес
- Уго Каталан – Фермин
- Тиаго Кореа – Мауро Николити
- Лус Рамос – Мирея Робле Руис
- Лис Гаярдо – Филипа Гера Алварадо
- Хари Гейтнер – Елиас Барал
- Раул Коронадо – Фобо Аредондо
- Ана Химена Вилянуева – Нора
- Сантяго Емилиано
- Маурисио Пиментел
- Хайме Макео – Боско
- Емилио Кабайеро
- Антония Майер
- Себастиан Гевара – Едер
- Мариано Сория – Монито
- Мия Фабри – Самара Барал Николити
- Рехина Вияверде – Хема
- Сабрина Сеара – Беренис

## Премиера
Премиерата на „Любовта няма рецепта“ е на 19 февруари 2024 г. по Las Estrellas. Последният 95. епизод е излъчен на 28 юни 2024 г.
| Година | Излъчване              | Брой епизоди | Премиера         | Премиера         | Финал       | Финал            |
| Година | Излъчване              | Брой епизоди | Дата             | Зрители (в млн.) | Дата        | Зрители (в млн.) |
| ------ | ---------------------- | ------------ | ---------------- | ---------------- | ----------- | ---------------- |
| 2024   | понеделник-петък 20:30 | 95           | 19 февруари 2024 | 5.9              | 28 юни 2024 | 3.18             |

## Продукция

### Разработване
През август 2023 г. теленовелата е обявена под условното заглавие Любов без рецепта. Записите на теленовелата започват на 14 ноември 2023 г.

### Кастинг
През август 2023 г. Уенди Гевара и Никола Порсела са обявени за част от актьорския състав. На 20 септември 2023 г. Клаудия Мартин и Даниел Елбитар са обявени за главните роли, като Асела Робинсън, Алтаир Харабо и Беатрис Морено са потвърдени като част от актьорския състав. На 2 октомври 2023 г. Исабела Тена и Андрес Васкес се присъединяват към актьорския състав. На 17 октомври 2023 г. Коко Максима е избрана да замени Уенди Гевара. Гевара не можа да участва в теленовелата поради други ангажименти.